# TTC Herbornseelbach
Der TTC 1958 Herbornseelbach ist ein Tischtennisverein aus der mittelhessischen Stadt Herborn. Er spielte seit 1968 in einer der drei höchsten Spielklassen.

## Geschichte
Der Verein wurde am 15. Januar 1958 in der damals selbständigen Gemeinde Herbornseelbach gegründet. Diese Gemeinde kam bei der Gebietsreform 1977 zur Stadt Herborn und heißt seitdem Herborn-Seelbach, der Verein behielt aber seinen Namen (ohne Bindestrich) bei.
Nach mehreren Aufstiegen – 1963 Bezirksklasse, 1966 Gruppenliga, 1967 Landesliga – erreichte die Herrenmannschaft 1968 die 2. Oberliga. Dies war damals die dritthöchste Spielklasse in Deutschland. Seitdem ist der Verein ununterbrochen in einer der drei obersten Spielklassen vertreten.
1977 stieg die Mannschaft erstmals in die 1. Bundesliga auf. Obwohl sie sich mit dem Neuzugang Dietmar Kelkel verstärkte, konnte sie in der Besetzung Michael Gräf, Dietmar Kelkel, Dieter Weitz, Werner Englisch, Wilfried Weigel, Willi Krämer und Joachim Gräf den Abstieg in die Oberliga nicht verhindern.
Der zweite Aufstieg in die 1. Bundesliga gelang drei Jahre später, als Michael Gräf, Wilfried Weigel, Enes Gasic, Hans-Jürgen Hackenberg, Willi Krämer und Werner Englisch Meister der Regionalliga Südwest wurden. Aber auch in der Saison 1981/82 – hier unter dem Namen TTC 1958 Wibau Herbornseelbach – verfehlten Milivoj Karakašević (Jugoslawien), Gräf, Krämer, Englisch,  Hackenberg und Uli Schäfer den Klassenerhalt.
Nach einem Jahr in der 2. Bundesliga gelang der sofortige Wiederaufstieg. Milivoj Karakašević, Dietmar Kelkel, Michael Gräf, Heinz Sommer, Hans-Jürgen Hackenberg und Thomas Weikert landeten  1983/84 auf Platz 9 und mussten wieder absteigen.
In der Saison 2007/08 wurde die Mannschaft in der Regionalliga Südwest Erster, konnte sich aber in den Aufstiegsspielen gegen TTC Zugbrücke Grenzau II nicht durchsetzen.
Bekannte Spieler: Li Yuxiang (1992/93), Josef Plachý (1993–1996) und Nico Stehle (ab 2005).